# Monocorophium acherusicum
Monocorophium acherusicum är en kräftdjursart som först beskrevs av Costa 1857.  Monocorophium acherusicum ingår i släktet Monocorophium och familjen Corophiidae. Inga underarter finns listade i Catalogue of Life.